# Didi Kempot
Didi Kempot, właśc. Didik Prasetyo (ur. 31 grudnia 1966 w Surakarcie, zm. 5 maja 2020 tamże) – indonezyjski piosenkarz i autor tekstów, który tworzył muzykę w stylu campursari. W trakcie swojej kariery napisał blisko 700 utworów, głównie w języku jawajskim. 